# ТЕЦ Кішпешт
ТЕЦ Кішпешт – теплова електростанція в столиці Угорщини місті Будапешт.
Будівництво станції почалось у 1955-му, а з 1957 по 1962 роки на її майданчику стали до ладу три парові турбіни загальною потужністю 24 МВт. Вони живились від котлів, які спершу споживали доправлене залізницею вугілля, з 1978-го були переведені на мазут, а з 1981-го – на природний газ (на той час блакитне паливо до угорської столиці вже переважно надходило із СРСР по трубопроводу Берегдароц – Будапешт). Видалення продуктів згоряння відбувалось за допомогою димаря висотою 80 метрів (наразі вже знесений).
Оскільки станція виконувала функцію однієї з міських теплоелектроцентралей, у 1976-му для покриття пікових навантажень під час опалювального періоду на її майданчику змонтували два водогрійні котли типу PTVM-100 потужністю по 116 МВт. Крім того, з 1969-го тут працював додатковий паровий котел MHD потужністю 60 МВт (важливими споживачами тепла виступали промислові підприємства, зокрема Кішпештська текстильна фабрика, які потребували саме пари).
У 2004 році ТЕЦ пройшла докорінну модернізацію та була перетворена на парогазову станцію комбінованого циклу електричною потужністю 113,3 МВт. Тут встановили одну газову турбіну потужністю 70 МВт, яка через котел-утилізатор живить одну парову турбіну. Враховуючи одночасне продукування тепла загальна паливна ефективність цієї схеми перевищує 80%.   
Видача продукції відбувається по ЛЕП, розрахованій на роботу під напругою 120 кВ.
Можливо відзначити, що в Будапешті також діють ТЕЦ Уйпешт, ТЕЦ Kelenfold і потужна парогазова ТЕС Цепель.